# The Fifty Worst Films of All Time
The Fifty Worst Films of All Time (and How They Got That Way) é um livro de 1978 de Harry Medved, com colaboração de Randy Dreyfuss e Michael Medved. Apresenta as escolhas dos autores para os 50 piores filmes sonoros já feitos. A entrada de cada filme inclui uma sinopse da história, as opiniões dos autores sobre sua qualidade e uma seleção de resenhas contemporâneas do filme.
Ao compilar sua lista, os autores dividiram os filmes em algumas categorias: "Triunfos populares" como The Omen, Valley of the Dolls; "Filmes de arte superestimados", como Ivan, o Terrível, Last Year at Marienbad; "Extravagâncias Implacáveis", como The Terror of Tiny Town; "Grandes orçamentos fracassados", como Lost Horizon, Zabriskie Point; "Atrocidades de grau Z", como Robot Monster, Eegah; "Estrelas manchadas", como Yul Brynner em Salomão e Sabá; "Antigos, mas vilões" como Jamaica Inn. Os autores também usaram exemplos flagrantes para representar gêneros de filmes menos respeitáveis, como filmes de blaxploitation (Trouble Man), filmes japoneses de monstros (Godzilla vs. Hedorah), Western Spaghetti (O Retorno de Sabata) e filmes da selva (Filha da Selva). Também estão incluídos no livro exemplos de anime (Alakazam, o Grande), filmes de desastre (Aeroporto 1975), filmes de exploração sexual (Myra Breckinridge), veículos de Elvis Presley (Spinout) e filmes tradicionais como At Long Last Love, Bring Me the Head of Alfredo Garcia, apressar Sundown, King Richard and the Crusaders, Say One for Me. 
O livro exclui intencionalmente filmes mudos porque os autores os consideram "uma forma de arte separada e única e que julgá-los ao lado de filmes sonoros seria como pesar maçãs junto com laranjas". Limita os filmes estrangeiros considerados apenas àqueles distribuídos nos Estados Unidos, julgando injusto avaliar as obscuridades locais negadas por um lançamento internacional ao lado dos principais produtos de Hollywood, ao mesmo tempo em que percebe que não seria apenas difícil para os autores assistir aos filmes, mas é improvável que qualquer leitor jamais se depararia com eles. 
Os Medveds continuaram o tema de "celebrar" o mau cinema com a publicação The Golden Turkey Awards, instituída em 1980, que novamente exibiu filmes ruins e obscuros, e o Hollywood Hall of Shame, que examinou com detalhes vários grandes desastres financeiros de Hollywood, com foco em ambos os tratamentos artísticos aliados à inaptidão técnica e organizacional na montagem desses filmes. 
Dizem que The Fifty Worst Films of All Time (os cinquenta piores filmes de todos os tempos) marcaram o início de uma explosão de prêmios "piores do cinema", quase resultando em "um estado de redundância quase semelhante ao dos prêmios comuns".